# توماس فيلبس
توماس فيلبس (بالإنجليزية: Thomas Phelps)‏ هو ضابط أمريكي، ولد في 2 نوفمبر 1822 في Buckfield, Maine ‏ في الولايات المتحدة، وتوفي في 10 يناير 1901 في نيويورك في الولايات المتحدة.